# تویوتا کورولا (ای۱۰)
تویوتا کورولا (ای۱۰) (Toyota Corolla (E10)) خودرویی است که در سال‌های ۱۹۶۶ تا ۱۹۷۰ در ژاپن و استرالیا تولید شده‌است.
طراحی آن خودروهای موتور جلو-محور عقب بوده است. سیستم جعبه‌دندهٔ آن ۲ دنده به دو صورت خودکار و دستی است.

## نگارخانه

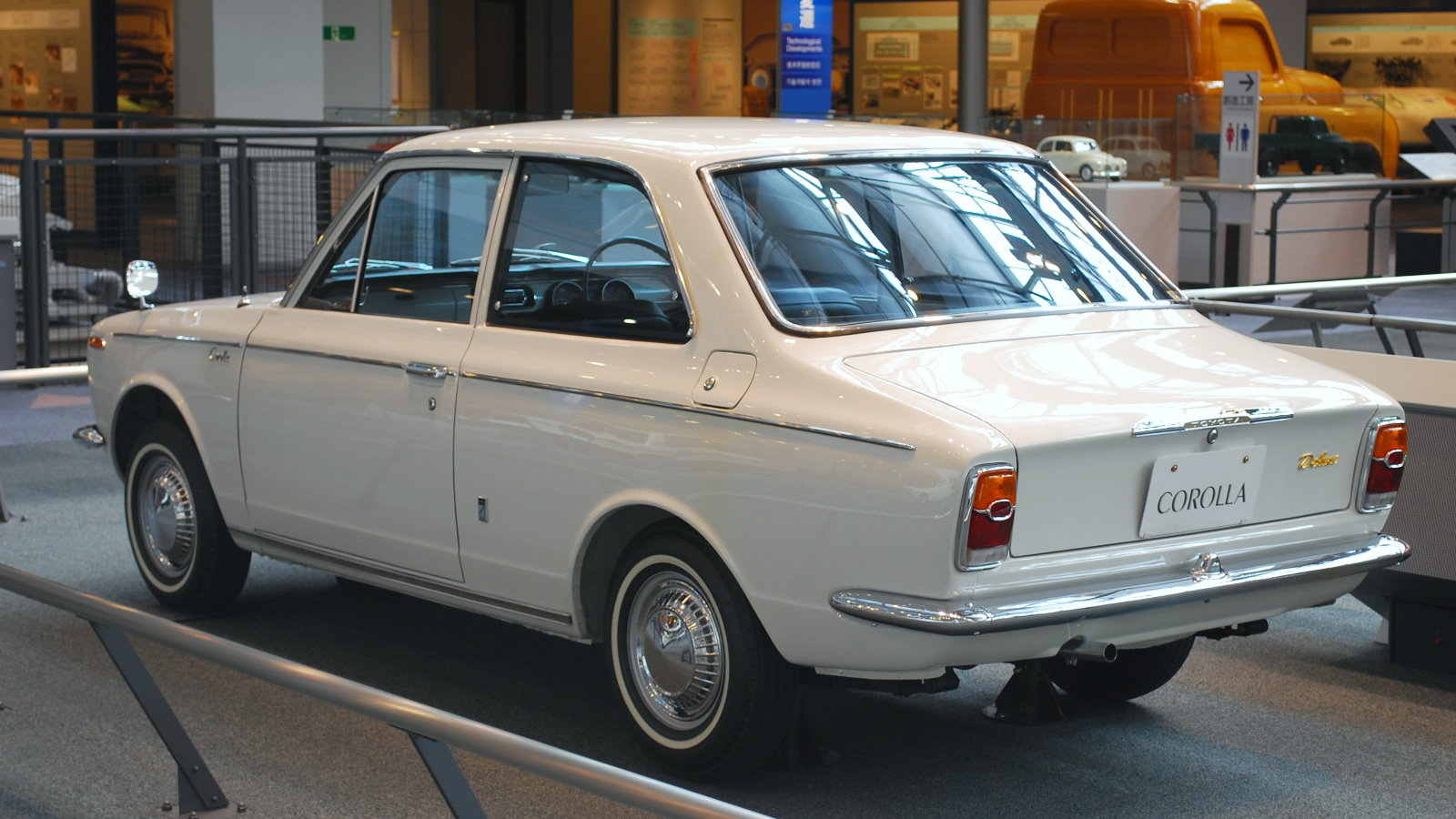
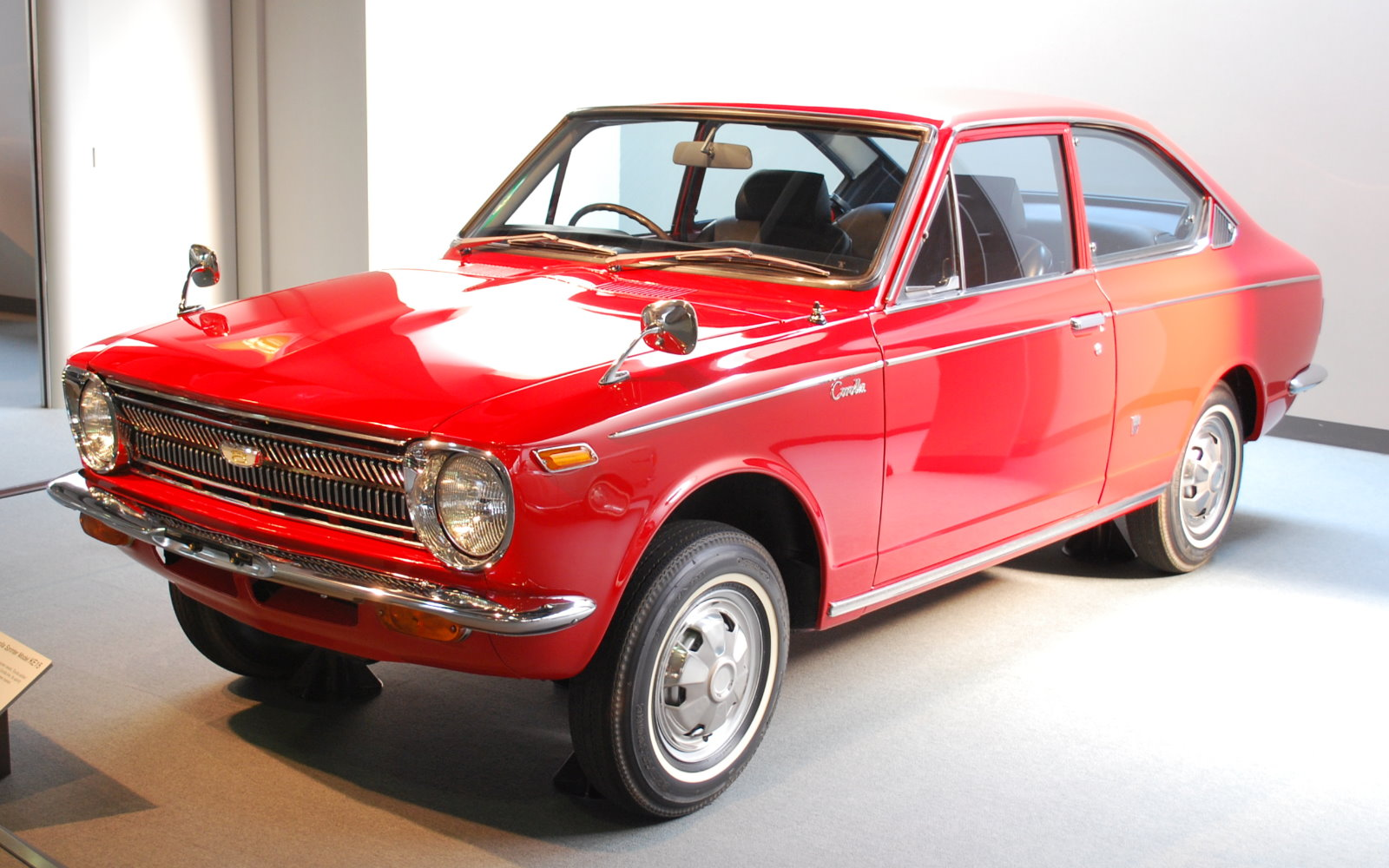
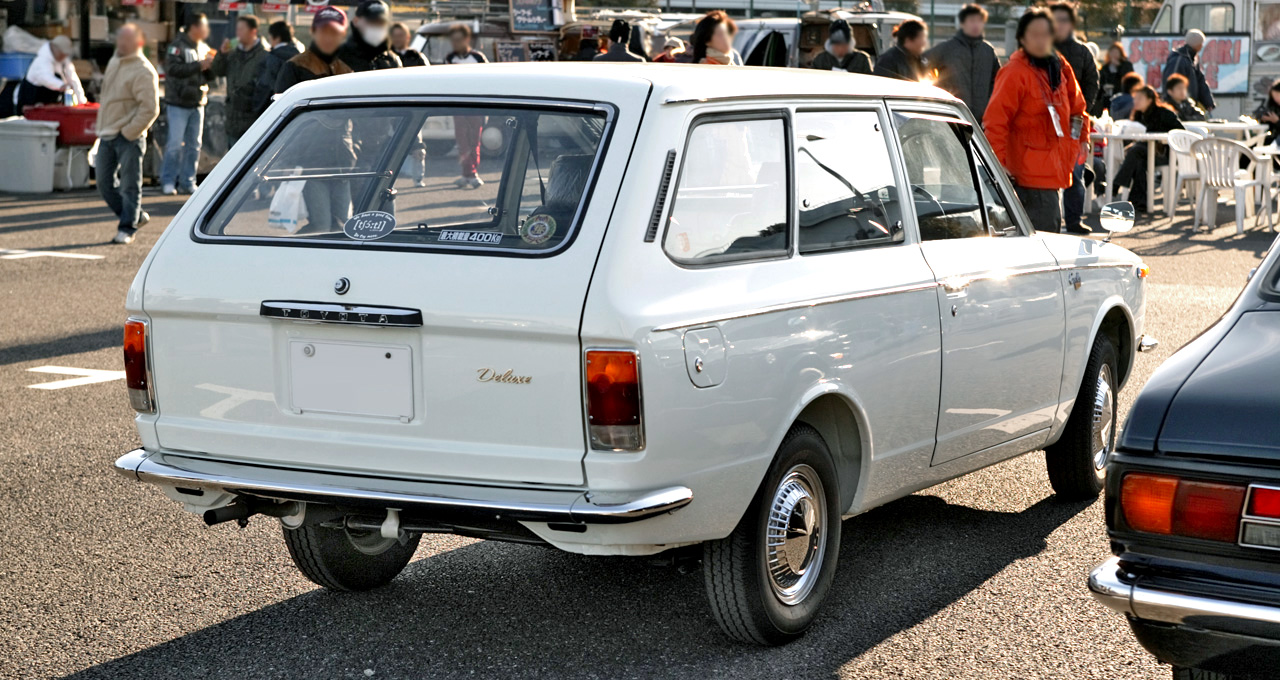